# (32689) 4043 T-1
4043 T-1 (asteroide 32689) é um asteroide da cintura principal. Possui uma excentricidade de 0.20014760 e uma inclinação de 5.00845º.
Este asteroide foi descoberto no dia 26 de março de 1971 por Cornelis Johannes van Houten e Ingrid van Houten-Groeneveld e Tom Gehrels em Palomar.